# 이완 (조선)
이완(李梡, ? ~ 1455년)은 조선의 문신으로 태종의 사위이다. 본관은 전의(全義)이다.

## 생애
경신옹주와 혼인하여 1430년(세종 12) 전의군(全義君)에 봉해졌으며, 1442년(세종 24) 6월에 정통제의 비 효장예황후의 책봉을 하례하는 진하사로서 명나라에 다녀오게 되었는데 이 때 어머니 한씨(韓氏)의 성을 따랐다. 이는 중국에서 동성(同姓)끼리는 혼인하지 않는 점을 고려한 세종의 의견 때문이었는데, 이후 세종은 대소 종친들간의 동성혼을 금하라는 명을 내렸다. 같은 해 10월 조선에 돌아왔는데, 통사(通事) 신백온(辛伯溫)과 고용지(高用智)가 서반(序班) 진지(陳智)에게 이완이 부마인데 상이 없는가 물어 파면을 당하기도 하였다. 품계는 정2품 상(上)인 봉헌대부(奉憲大夫)이고, 봉호는 《조선왕조실록》에는 ‘전의위(全義尉)’라고 되어 있고, 《선원계보기략》에는 ‘전성위(全城尉)’라고 되어 있는데, 언제 고쳤는지는 알려져 있지 않다.
시호(諡號)는 양효(良孝)인데, 양(良)은 온량(溫良)하고 즐거움을 좋아한다는 뜻이며, 효(孝)는 자혜(慈惠)하고 어버이를 사랑한다는 의미가 담겨 있다.

## 가족
- 어머니:한씨

## 관련 작품

### 드라마
- 《대명》 (KBS, 1981년~1981년,배우:문오장)

## 참고자료
- 이완(李梡) - 한국학중앙연구원